# Palazzina Majani
La Palazzina Majani è un edificio in stile liberty nel centro di Bologna, in via Indipendenza 4.

## Storia e descrizione
L'edificio viene costruito fra il 1904 e il 1908 dall'azienda dolciaria Majani, fondata a Bologna nel 1796 da Teresa Majani. L'edificio viene progettato da Augusto Sezanne in stile liberty su commissione di Giuseppe Majani all'azienda costruttrice di Angelo Brunetti e Francesco Gaiba. 
L'idea dell'architetto era quella di costruire nel pieno centro della città una sedia viennese che si distinguesse nel panorama medievale del centro storico. La costruzione fu tuttavia oggetto di aspre critiche per via della disarmonia che essa veniva a creare con la continuità dei portici medievali e lo stile barocco della dirimpettaia cattedrale di San Pietro.

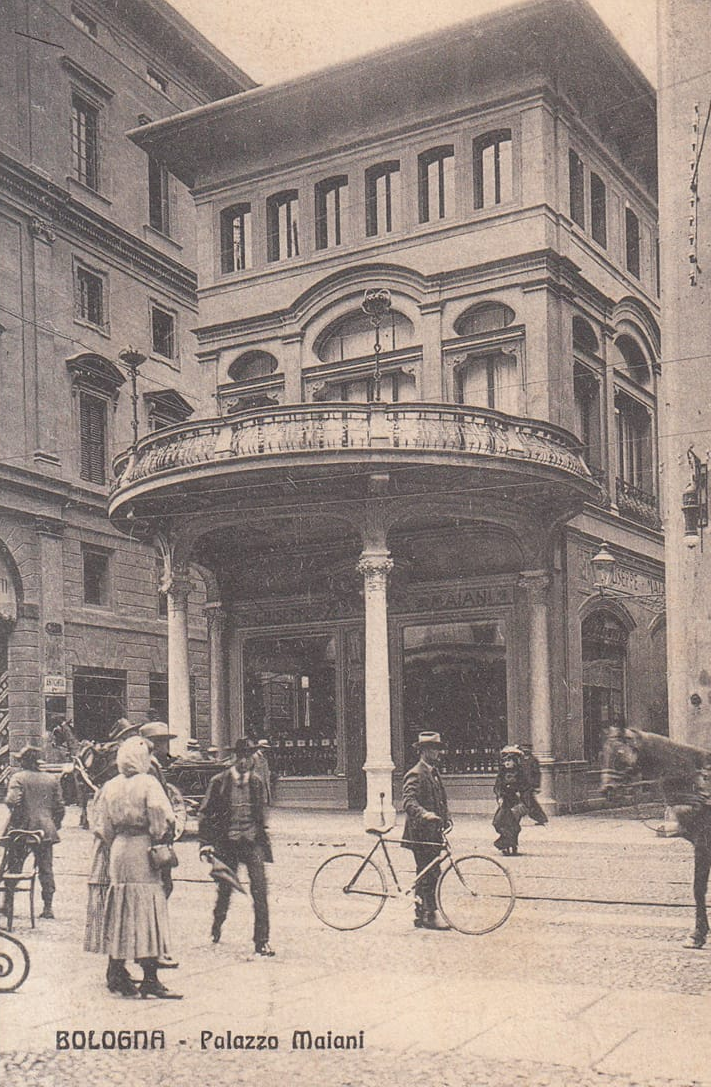
La palazzina Majani prima del rimaneggiamento in stile modernista del 1937.

La palazzina Majani conteneva un bar, una sala da tè e una pasticceria, rinomata a quel tempo per le gelatine di frutta, i confetti, i cremini FIAT, le uova pasquali e i grandi gelati a forma di pigna o di ananas. Al piano superiore si trovava una sala da ballo e un'ampia terrazza, dalla quale molto spesso suonava un'orchestra, il cui suono era udibile dai passanti.
La palazzina diventò molto presto uno dei più importanti centri di aggregazione della nobiltà e dell'alta borghesia cittadina, ed era frequentata da artisti e dagli ospiti del vicino Grand Hotel Baglioni.
Nel 1937 Melchiorre Bega curò una ristrutturazione degli interni in stile modernista, ma dopo pochi mesi gran parte degli arredi venne distrutta da un incendio.
Il caffè chiuse definitivamente nel 1953 per far posto alla sede di una banca, fino ad essere completamente convertita ad uso commerciale nel 2004 per opera della catena di abbigliamento H&M.